# Argentré-du-Plessis
Pour les articles homonymes, voir Argentré et Plessis (homonymie).
Argentré-du-Plessis est une commune française située dans le département d'Ille-et-Vilaine en région Bretagne, peuplée de 4 591 habitants (les Argentréens).

## Géographie
Située sur les Marches de Bretagne, à mi-chemin entre Rennes (pays gallo) et Laval.

### Communes limitrophes
| Étrelles               | Erbrée              | Mondevert |
| Domalain               | Argentré-du-Plessis | Le Pertre |
| Saint-Germain-du-Pinel | Gennes-sur-Seiche   | Brielles  |

### Hydrographie
Pour un article plus général, voir Réseau hydrographique d'Ille-et-Vilaine.
La commune est située dans le bassin Loire-Bretagne. Elle est drainée par le Hill, le Passoir, le ruisseau de la Maison Neuve, le Salé, le Lattay, le ruisseau de l'Ébouel, le ruisseau de Salé, le ruisseau des Rèzes et le ruisseau du Hill, et un autre petit cours d'eau,.

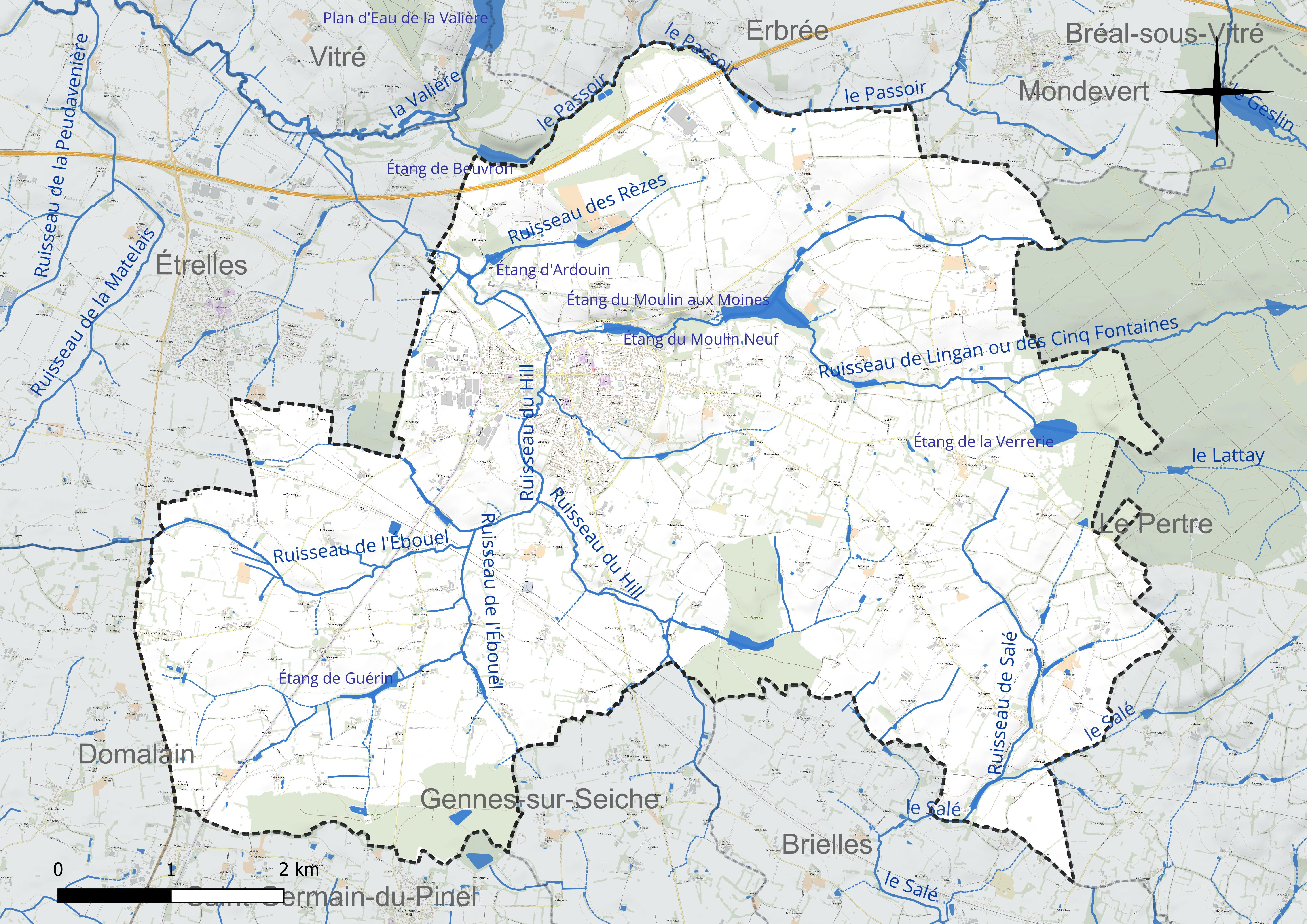
Réseau hydrographique d'Argentré-du-Plessis.

Cinq plans d'eau complètent le réseau hydrographique : l'étang d'Ardouin (1,37 ha), l'étang de Guérin (2,77 ha), l'étang de la Verrerie (7,16 ha), l'étang du Moulin aux Moines (12,54 ha) et l'étang du Moulin Neuf (2,75 ha),.

### Climat
Pour des articles plus généraux, voir Climat de la Bretagne et Climat d'Ille-et-Vilaine.
En 2010, le climat de la commune est de type climat océanique altéré, selon une étude du CNRS s'appuyant sur une série de données couvrant la période 1971-2000. En 2020, Météo-France publie une typologie des climats de la France métropolitaine dans laquelle la commune est exposée à un climat océanique et est dans la région climatique Bretagne orientale et méridionale, Pays nantais, Vendée, caractérisée par une faible pluviométrie en été et une bonne insolation. Parallèlement l'observatoire de l'environnement en Bretagne publie en 2020 un zonage climatique de la région Bretagne, s'appuyant sur des données de Météo-France de 2009. La commune est, selon ce zonage, dans la zone « Sud Est », avec des étés relativement chauds et ensoleillés.
Pour la période 1971-2000, la température annuelle moyenne est de 11,3 °C, avec une amplitude thermique annuelle de 13,4 °C. Le cumul annuel moyen de précipitations est de 778 mm, avec 12,8 jours de précipitations en janvier et 7,1 jours en juillet. Pour la période 1991-2020, la température moyenne annuelle observée sur la station météorologique la plus proche, située sur la commune de Launay-Villiers à 14 km à vol d'oiseau, est de 11,6 °C et le cumul annuel moyen de précipitations est de 862,6 mm,. Pour l'avenir, les paramètres climatiques de la commune estimés pour 2050 selon différents scénarios d'émission de gaz à effet de serre sont consultables sur un site dédié publié par Météo-France en novembre 2022.

## Urbanisme

### Typologie
Au 1er janvier 2024, Argentré-du-Plessis est catégorisée bourg rural, selon la nouvelle grille communale de densité à sept niveaux définie par l'Insee en 2022.
Elle appartient à l'unité urbaine d'Argentré-du-Plessis, une unité urbaine monocommunale constituant une ville isolée,. Par ailleurs la commune fait partie de l'aire d'attraction de Vitré, dont elle est une commune de la couronne,. Cette aire, qui regroupe 30 communes, est catégorisée dans les aires de 50 000 à moins de 200 000 habitants,.

### Occupation des sols
L'occupation des sols de la commune, telle qu'elle ressort de la base de données européenne d'occupation biophysique des sols Corine Land Cover (CLC), est marquée par l'importance des territoires agricoles (85,3 % en 2018), en diminution par rapport à 1990 (87,6 %). La répartition détaillée en 2018 est la suivante : 
zones agricoles hétérogènes (42,6 %), terres arables (27,3 %), prairies (15,4 %), forêts (7,9 %), zones urbanisées (4,2 %), zones industrielles ou commerciales et réseaux de communication (1,6 %), espaces verts artificialisés, non agricoles (1 %). L'évolution de l'occupation des sols de la commune et de ses infrastructures peut être observée sur les différentes représentations cartographiques du territoire : la carte de Cassini (XVIIIe siècle), la carte d'état-major (1820-1866) et les cartes ou photos aériennes de l'IGN pour la période actuelle (1950 à aujourd'hui).

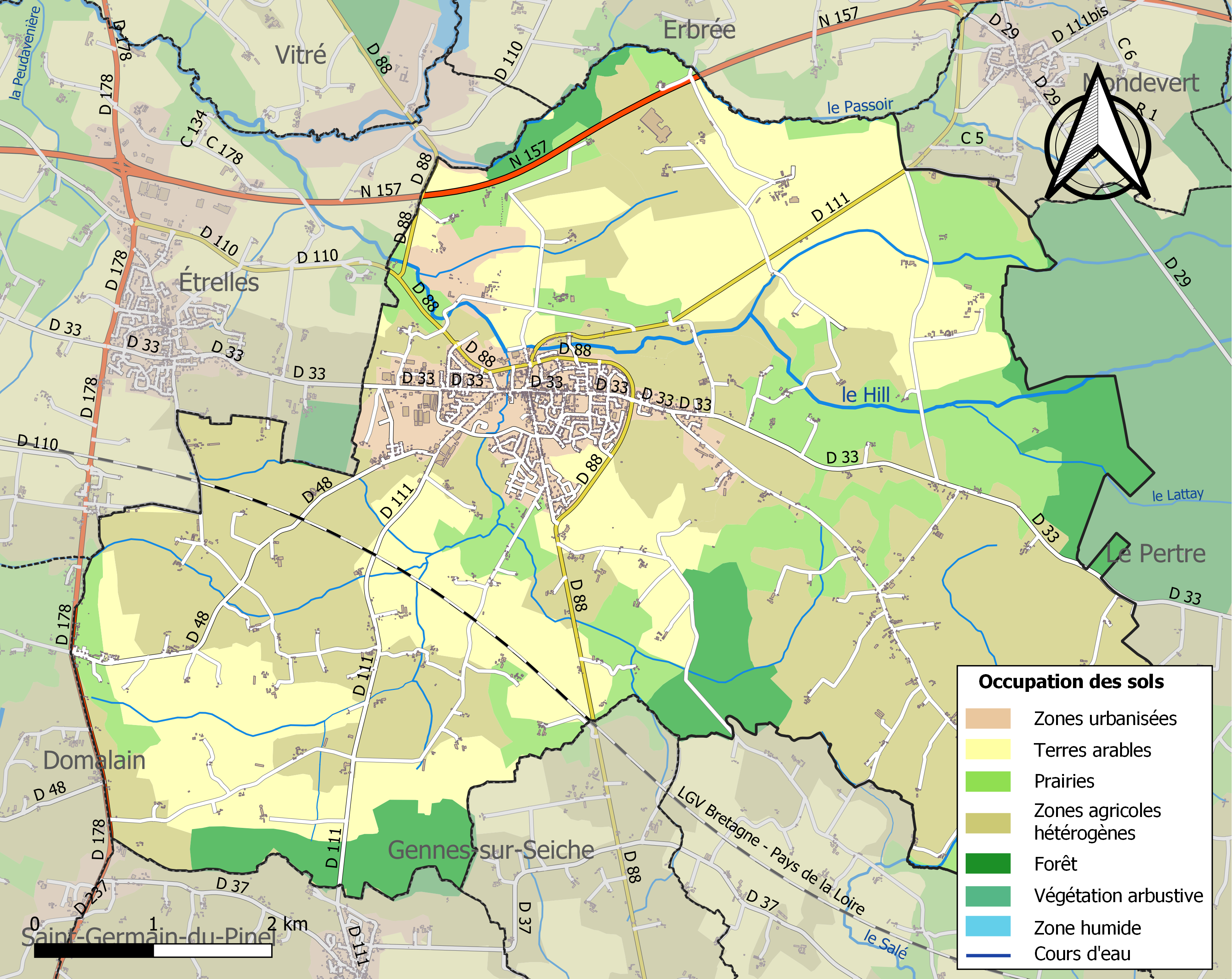
Carte des infrastructures et de l'occupation des sols de la commune en 2018 (CLC).

Le nouveau plan local d'urbanisme (PLU) a été approuvé le 8 novembre 2021. L'objectif est de limiter la consommation de terres agricoles. Le nouveau PLU intègre donc un objectif de non-artificialisation. La protection des espaces naturels est également un objectif important du PLU, c'est pourquoi différents éléments à ce sujet sont venus l'enrichir :
- le coefficient de végétalisation ;
- la protection des haies et des espaces boisés classés ;
- la protection des cours d'eau avec une bande inconstructible autour du ruisseau du Hill.

## Toponymie

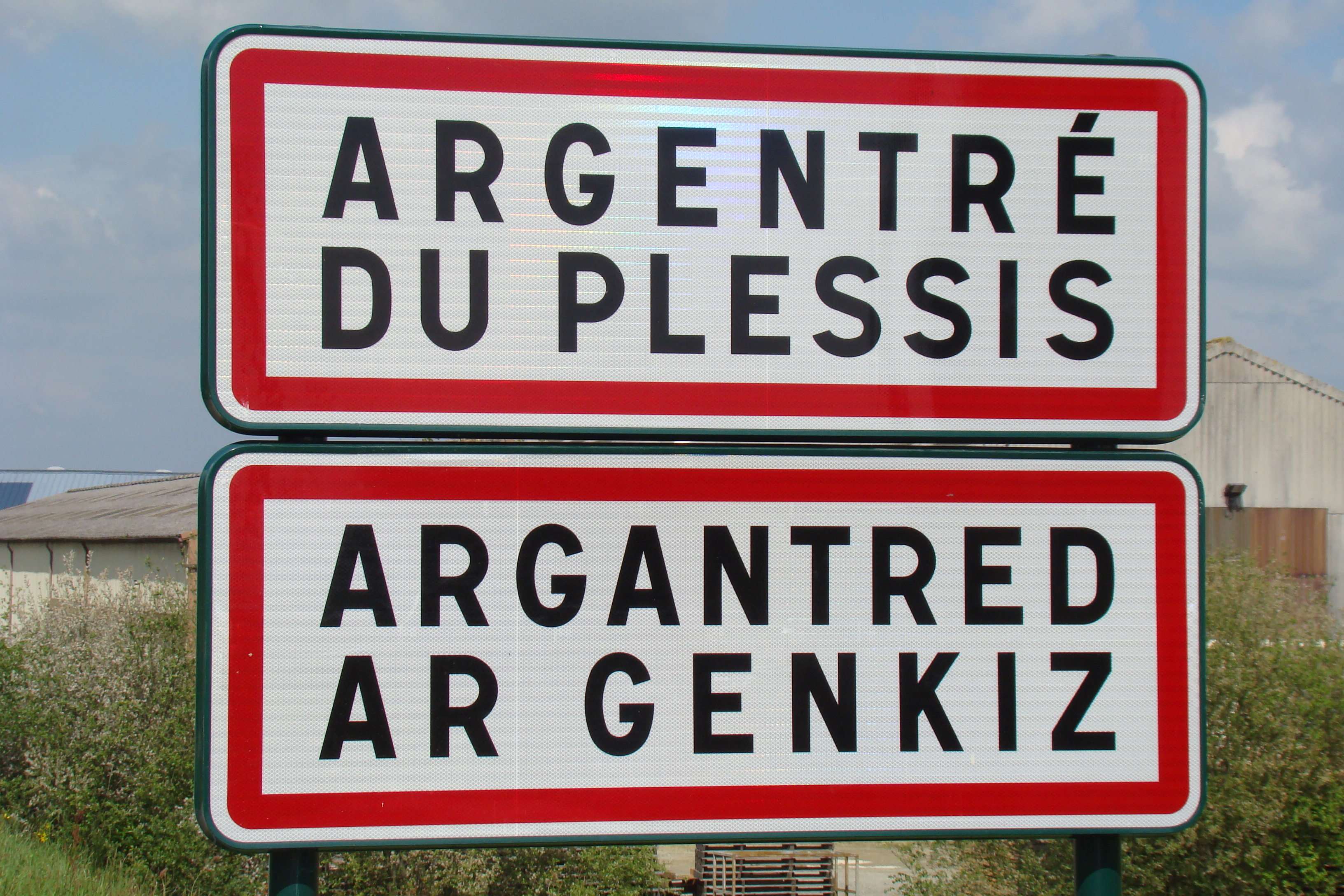
Panneau d'entrée d'agglomération.

Le nom de la localité est attesté sous la forme Argentreio en 1100 et Argentreium au XVe siècle.
Issu du gaulois Argantius, dérivé de argant et du suffixe rate (forteresse).
En 1889, le nom de la commune d'Argentré a été modifié en Argentré-du-Plessis[réf. nécessaire].
En breton, Argentré-du-Plessis s'écrit Argantred-ar-Genkiz, en gallo, c'est Arjantrae[réf. nécessaire].

## Histoire

### Héraldique
| Blason de Argentré-du-Plessis | Blason  | D'argent à la croix pattée d'azur.               |
| Blason de Argentré-du-Plessis | Détails | Le statut officiel du blason reste à déterminer. |

### Moyen Âge
La commune d'Argentré-du-Plessis a vécu pendant cinq siècles à l'ombre du château de la famille du Plessis. La construction de ce château remonte au Moyen Âge pour sa partie la plus ancienne. Il a ensuite été modifié à plusieurs reprises au fil des siècles. Les Plessis ont réussi à conserver ce bien à la Révolution alors que les propriétaires avaient fui en Allemagne rejoindre les émigrés. Cette famille est restée propriétaire de la quasi-totalité du territoire communal jusqu'au début du XXe siècle et Alain d'Argentré fut maire jusqu'en 1983.

### Époque moderne
En 1574, un coup de main nocturne fut effectué par des paysans de Torcé, Argentré et Le Pertre menés par leurs seigneurs contre les protestants de Vitré. Ils participèrent aussi, avec d'autres paysans venus de 53 paroisses du pays vitréen, au siège de Vitré par les Ligueurs au printemps et à l'été 1589.
L'existence de nombreux étangs sur le territoire d'Argentré-du-Plessis est attestée depuis plusieurs siècles. En effet, Yves Durand-Noël, dans son ouvrage consacré à l'histoire de la commune, cite une liste datant de l'année 1660, liste constituée en vue « de permettre à la Cour de Vitré de mettre un terme aux contestations résultant des droits de pêche aux étangs, source de procès nombreux entre les prétendants de bonne ou mauvaise foi ».
Un chemin des saulniers, emprunté par les faux-sauniers pratiquant la contrebande du sel entre la Bretagne et le Maine, pays de gabelle, passe à la limite des communes de Veneffles (désormais annexée par la commune de Châteaugiron) et d'Ossé avec celles de Chaumeré (désormais annexée par la commune de Domagné) et Saint-Aubin-du-Pavail, puis, après avoir traversé Domagné, passe à la limite de celle de Cornillé avec celles de Torcé et Louvigné-de-Bais avant de rejoindre, via Étrelles et Argentré-du-Plessis, Le Pertre. Ce chemin des saulniers est d'origine ancienne, c'est probablement une ancienne voie romaine ; son tracé se lit encore très bien sur une carte, empruntant successivement de l'ouest vers l'est des tronçons des routes départementales D 93, D 104, D 35, à nouveau D 104 et enfin D 33.
Le règlement du 22 mai 1736 évoque des toiles dénommées « peltres », tissées dans les régions du Pertre et d'Argentré. Les « peltres » ou « pertrées » étaient des toiles grossières servant essentiellement de toiles d'emballages, exportées notamment au Portugal.
Selon Henri Sée, en 1774, le nombre des journaliers et domestiques à Argentré était de 627 sur une population totale qui s'élevait alors à 2 013 habitants.

### Révolution française
Le 31 juillet 1791, les gardes nationales de Bais et de Vitré fouillèrent le presbytère d'Étrelles, puis visitèrent le château du Plessis, y commettant de gros dégâts. Le 6 avril 1792 des gardes nationales de Bais, Louvigné-de-Bais, Moulins, Chancé, Domalain, Saint-Germain-du-Pinel, Brielles et Le Pertre font irruption  à Argentré-du-Plessis où ils pillent les maisons des habitants réputés aristocrates. Dans la seconde quinzaine de novembre 1793, des rassemblements suspects sont signalés à Argentré, Balazé, Champeaux, Châtillon, Cornillé, Étrelles, Montautour, Le Pertre, Taillis et Vergéal. Dans un rapport daté du 9 décembre 1793, les autorités d'Ernée écrivent que des paysans d'Argentré, Le Pertre, Mondevert, Erbrée, La Chapelle-Erbrée, Bréal, Saint-M'Hervé, Montautour et Balazé avaient « porté leurs grain aux insurgés pendant leur séjour à Laval ».
Argentré-du-Plessis, alors dénommé Argentré-sous-Vitré, fait partie des communes déclarées totalement insurgées en 1793-1794. La colonne ou canton d'Argentré, des chouans membres de la division de Vitré de l'Armée catholique et royale de Rennes et de Fougères, eut pour chef Toussaint du Breil de Pontbriand, secondé par Louis Hubert. Elle était divisée en plusieurs compagnies : compagnie d'Étrelles, compagnie d'Argentré-du-Plessis (capitaine : Jacques Blondiau, dit Laval, lieutenants : Louis Meneust et François Helbert, sous-lieutenant : Julien Helbert, dit La Soie), compagnie de Saint-M'Hervé, compagnie de La Chapelle-Erbrée, compagnie du Pertre, compagnie de Vitré. En 1795 eut lieu une bataille, opposant des Chouans de l'Armée catholique et royale de Rennes et de Fougères et des Républicains, qui se passa en grande partie dans les bois de la commune, elle prit le nom de bataille d'Argentré.
Un autre combat se produisit en 1799.
La population de la commune fut toutefois en partie favorable aux changements apportés par la Révolution française, surtout après la fin de la Terreur. La principale fête révolutionnaire est celle célébrant l'anniversaire de l'exécution de Louis XVI, accompagnée d'un serment de haine à la royauté et à l'anarchie, fêtée à partir de 1795.

### LeXXesiècle

#### La Belle Époque
Selon le journal La Croix, en 1891, 15 élèves sont inscrits à l'école laïcisée contre 140 à l'école « libre », congréganiste.
Lors du recensement de 1901, on compte 53,4 % d'agriculteurs, 9,79 % de journaliers et en plus de nombreux domestiques parmi la population active de la commune d'Argentré-du-Plessis.
Par décret du 6 juin 1910, les biens ayant appartenu à la fabrique de l'église d'Argentré-du-Plessis, qui étaient placés sous séquestre, sont attribués à la commune.

#### La Première Guerre mondiale
Argentré-du-Plessis accueillit de nombreux réfugiés pendant la Première Guerre mondiale, venus notamment de Wallonie ; selon le curé  « si la population avait accueilli ces infortunés avec d'autant plus de compassion qu'elle les croyait catholiques fervents », l'on déchanta rapidement ; « beaucoup de ces réfugiés belges de la partie minière de Charleroi n'étaient pas aussi chrétiens qu'on l'avait espéré ».
Le monument aux morts d'Argentré-du-Plessis porte les noms de 112 soldats morts pour la France pendant la Première Guerre mondiale.

#### L'Entre-deux-guerres
L'école privée de garçons était tenue par les Frères de Saint Jean-Baptiste de La Salle.
En 1939 encore, le curé d'Argentré-du-Plessis refusait de donner la communion aux membres des familles envoyant leurs enfants à l'école publique.

#### La Seconde Guerre mondiale
En raison de l'arrivée de nombreux réfugiés, la commune décida de construire à la hâte tout un ensemble de logements pour les abriter. Situé à la périphérie du bourg, ce champ loti de bâtiments rudimentaires, de bois et de tôles, prit le nom de « baraques de réfugiés » et continuèrent d'être occupés plusieurs années après la guerre.
L'école privée de garçons « dominant parfaitement l'agglomération, d'une construction relativement récente, de bonne dimension, disposant d'un étage surmonté de combles importants, convenait parfaitement à l'armée d'occupation pour y établir son quartier général, ce qu'elle ne manqua pas de faire rapidement. Les logements de fonction des maîtres furent réquisitionnés (...) De même, deux classes sur les quatre existantes (...) ».
Le monument aux morts d'Argentré-du-Plessis porte les noms de 10 soldats morts pour la France pendant la Seconde Guerre mondiale.

#### L'après Seconde Guerre mondiale
La domination nobiliaire persiste : « Le marquis était propriétaire des plus belles fermes de la commune, couvrant environ un millier d'hectares, de nombreuses maisons dans le bourg et d'un superbe château entouré d'un magnifique parc et de vastes prairies où se déroulait chaque année le comice agricole du canton. (...) Il faut encore ajouter le patronage construit par ses soins. (...) Mr. [Alain du Plessis d'Argentré] portait le nom de la commune (...). Au sein du conseil municipal, le maire avait plusieurs de ses fermiers. Lesquels, on peut le comprendre, étaient très mal à l'aise pour se mettre en opposition ».
Le haras d'Argentré-du-Plessis était un dépôt d'étalons dépendant du centre d'Hennebont. Ses bâtiments spécialement adaptés étaient construits dans un site assez remarquable, abrité de la vue des curieux, par les vieux bâtiments d'un ancien moulin : le Moulin aux Moines. Ce moulin avait d'ailleurs donné son nom à l'étang qui bordait la cour du haras.
Les dernières exploitations agricoles, les plus éloignées du bourg, à être raccordées au réseau électrique ne le furent qu'en 1956-1957.
Un soldat originaire d'Argentré-du-Plessis est mort pour la France pendant la Guerre d'Indochine et 3 pendant la Guerre d'Algérie.

## Politique et administration

### Liste des maires
| Période                                  | Période      | Identité                                             | Étiquette    | Qualité |
| ---------------------------------------- | ------------ | ---------------------------------------------------- | ------------ | --- |
| Les données manquantes sont à compléter. |              |                                                      |              | |
| vers 1850                                |              | Edmond du Plessis d'Argentré                         |              | Marquis ; habitait le château du Plessis                                                                                           |
|                                          |              | Joseph Pierre Aubert                                 |              | |
| 1919                                     | octobre 1954 | Alain du Plessis d'Argentré                          |              | Marquis, habitait le château du Plessis Décédé en fonction                                                                         |
| décembre 1954                            | mars 1971    | Geneviève du Plessis d'Argentré (Veuve du précédent) |              | Marquise Alain du Plessis d'Argentré Propriétaire du château du Plessis                                                            |
| mars 1971                                | mars 1983    | Victor Pasquet                                       | DVD          | Industriel, ancien adjoint |
| mars 1983                                | juin 1995    | Jean Bourdais                                        | UDF-CDS      | Agent général d'assurances Conseiller général d'Argentré-du-Plessis (1970 → 1994)                                                  |
| juin 1995                                | mars 2013    | Émile Blandeau                                       | UDF puis UMP | Ancien expert foncier Conseiller général d'Argentré-du-Plessis (1994 → 2013) Vice-président de Vitré Communauté Décédé en fonction |
| juin 2013                                | mars 2014    | Pierre Fadier                                        | DVD          | Cadre retraité, ancien premier adjoint                                                                                             |
| mars 2014                                | juillet 2015 | Daniel Bausson                                       | UDI          | Directeur commercial retraité Démissionnaire                                                                                       |
| juillet 2015                             | octobre 2015 | Christophe Dodard                                    |              | Maire par intérim |
| octobre 2015                             | En cours     | Jean-Noël Bévière                                    | DVD-LR       | Chef d'établissement scolaire Réélu pour le mandat 2020-2026                                                                       |

À la suite du décès d'Émile Blandeau, une élection municipale partielle est organisée le 2 juin 2013 et voit la victoire de la liste de Pierre Fadier, seule en lice. Ce dernier est premier édile durant neuf mois et ne se représente pas en mars 2014. Le maire élu en 2014, Daniel Bausson, démissionne en juillet 2015	et un nouveau scrutin partiel doit être convoqué, le conseil municipal étant incomplet. Le 11 octobre 2015, à l'issue du premier tour, Jean-Noël Bévière (LR) bat la liste de Christophe Dodard, maire par intérim et ancien premier adjoint, avec 50,68 % des voix contre 49,32 %.
Officiellement désigné maire par le conseil municipal le 16 octobre 2015, Jean-Noël Bévière est reconduit dans ses fonctions le 4 juillet 2020.

### Jumelages
- Ahaus-Wüllen (Allemagne) depuis le 28 août 1976.
- Reviga (Roumanie) depuis 2015.
- Newbridge (Irlande) depuis 2017.

## Population et société

### Démographie
L'évolution du nombre d'habitants est connue à travers les recensements de la population effectués dans la commune depuis 1793. Pour les communes de moins de 10 000 habitants, une enquête de recensement portant sur toute la population est réalisée tous les cinq ans, les populations de référence des années intermédiaires étant quant à elles estimées par interpolation ou extrapolation. Pour la commune, le premier recensement exhaustif entrant dans le cadre du nouveau dispositif a été réalisé en 2008.
En 2022, la commune comptait 4 591 habitants, en évolution de +5,69 % par rapport à 2016 (Ille-et-Vilaine : +5,46 %, France hors Mayotte : +2,11 %).
| 1793  | 1800  | 1806  | 1821  | 1831  | 1836  | 1841  | 1846  | 1851  |
| ----- | ----- | ----- | ----- | ----- | ----- | ----- | ----- | ----- |
| 2 006 | 2 288 | 1 970 | 2 082 | 1 867 | 2 060 | 1 970 | 2 149 | 2 163 |

| 1856  | 1861  | 1866  | 1872  | 1876  | 1881  | 1886  | 1891  | 1896  |
| ----- | ----- | ----- | ----- | ----- | ----- | ----- | ----- | ----- |
| 2 225 | 2 242 | 2 174 | 2 173 | 2 280 | 2 330 | 2 314 | 2 292 | 2 226 |

| 1901  | 1906  | 1911  | 1921  | 1926  | 1931  | 1936  | 1946  | 1954  |
| ----- | ----- | ----- | ----- | ----- | ----- | ----- | ----- | ----- |
| 2 145 | 2 171 | 2 165 | 1 991 | 2 047 | 2 121 | 2 141 | 2 226 | 2 283 |

| 1962  | 1968  | 1975  | 1982  | 1990  | 1999  | 2006  | 2008  | 2013  |
| ----- | ----- | ----- | ----- | ----- | ----- | ----- | ----- | ----- |
| 2 265 | 2 422 | 2 765 | 3 045 | 3 329 | 3 614 | 4 021 | 4 138 | 4 273 |

| 2018  | 2022  | - | - | - | - | - | - | - |
| ----- | ----- | - | - | - | - | - | - | - |
| 4 447 | 4 591 | - | - | - | - | - | - | - |

### Langues régionales
La commune est signataire de la charte Ya d'Ar Brezhoneg depuis 2012 et de la charte Du gallo, Dam yan, Dam vèr.

## Culture locale et patrimoine

### Lieux et monuments

#### Monuments
La commune d'Argentré-du-Plessis abrite trois châteaux privés : le château du Plessis, le Pinel, ancien manoir du XVe siècle et le château de la Fauconnerie, des XVIIe et XVIIIe siècles comprenant un manoir du XVe siècle.
- Le château du Plessis, inscrit en 2000. Construit au XVe siècle et totalement reconstruit au XIXe siècle. L'habitation est en style Renaissance et la chapelle en style néo-gothique[61].
- L'église Notre-Dame, construite de 1775 à 1779[62] en remplacement de la précédente, incendiée par la foudre en 1772. Tableaux, autel et retable de Nicolas Brenet (1777). À l'intérieur est conservée un tableau du peintre flamand Jacob Jordaens daté de vers 1635-1645 représentant La Trinité entourée de saints. Classé à titre d'objet monument historique depuis le 30 septembre 1992[63], le tableau a été restauré dans un atelier spécialisé au cours de l'année 2022[réf. souhaitée].
- Le site archéologique du Bois du Pinel, inscrit en 1995[64]. Ensemble fortifié du XIe siècle sur un plateau boisé avec une motte de 30 mètres de diamètre et d'une basse-cour en fer à cheval de 110 m2 environ, protégés par un talus et deux fossés. Une seconde basse-cour au sud est protégée par un fossé. Deux enclos rectangulaires protégés par des fossés sont accolés à cet ensemble et semble plus tardifs. Un autre enclos se trouve à 110 mètres environ au sud de la motte[65].
- Le site archéologique de La Blancharderie,  du IIIe siècle au Ier siècle avant notre ère, sur le tracé de la ligne TGV. Fouille préventive en 2011 d'un établissement rural du second âge du fer c'est-à-dire de La Tène, sur une superficie d'un hectare.
- Le site archéologique du Lotissement du Hill, fouille préventive par l'INRAP. Site du Haut Moyen Âge, époque Carolingienne  (IXe siècle -Xe siècle - XIe siècle), ayant révélé 800 vestiges, fosses et fossés, fragments de pots, vases, mobilier ferreux, céramique et fer à cheval, ainsi qu'une petite fusaïole et un morceau de pierre utilisé pour le tissage de la laine[66].
- La chapelle du Pinel et le puits voisin, monument du XVe siècle faisant partie de l'ancien manoir du Pinel XVIIe siècle, aujourd'hui transformé en ferme[67].
- La chapelle Saint-Pierre est le plus ancien bâtiment de la commune. Actuellement désaffectée, elle est située rue Ambroise-Paré[68]. L'édifice est couvert de charpente à sablières sculptées et entraits à engoulants[69]. Le chœur (XIe ou XIIe siècle), plus étroit que la nef et s'achevant en abside semi-circulaire, est caractéristique de l'architecture romane. Il présente un appareillage en opus sicatum à sa base[70]. Il possède encore deux de ses étroites fenêtres d'origine. Il a été modifié au XVe siècle par l'ouverture d'une baie de style gothique flamboyant au sud. La nef semble dater du XVe ou du XVIe siècle. La façade ouest a été remaniée aux XVIIIe et XIXe siècles[71].
- La chapelle Saint-Louis, Saint-Julien, du XIXe siècle au lieu-dit de la Fauconnerie[72].
- Le manoir de Lomelay (ou l'Homlet) est une construction à deux niveaux qui possède des fenêtres avec des grilles et une porte d'entrée en anse de panier datée de 1533[73]. Elle serait ainsi l'une des habitations les plus anciennes recensées dans le canton[réf. nécessaire]. En façade arrière, le manoir possède une tour d'escalier à vis. Lomelay signifie « lieu où se trouvent de jeunes ormes »[réf. nécessaire].

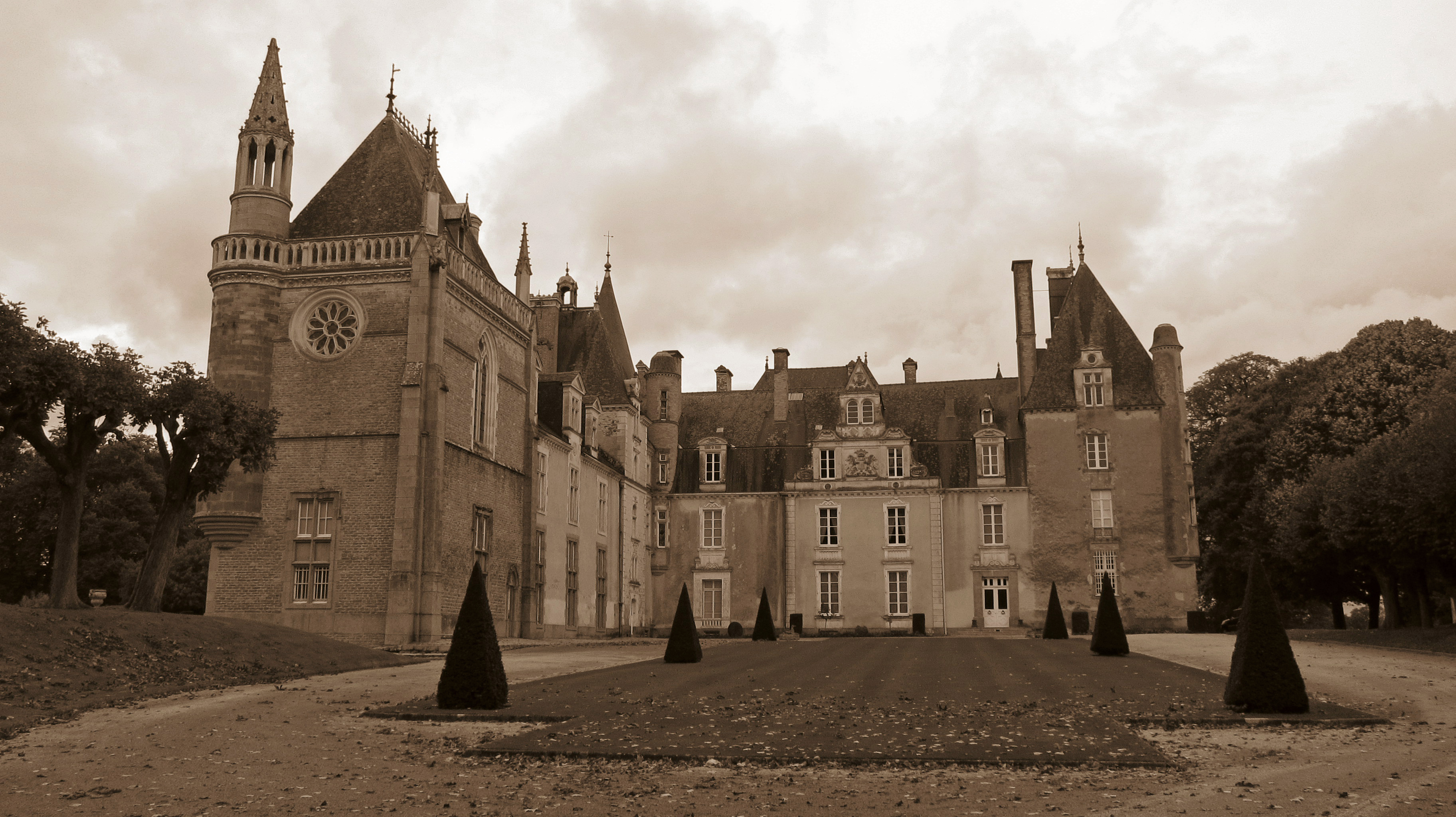
Le château du Plessis.
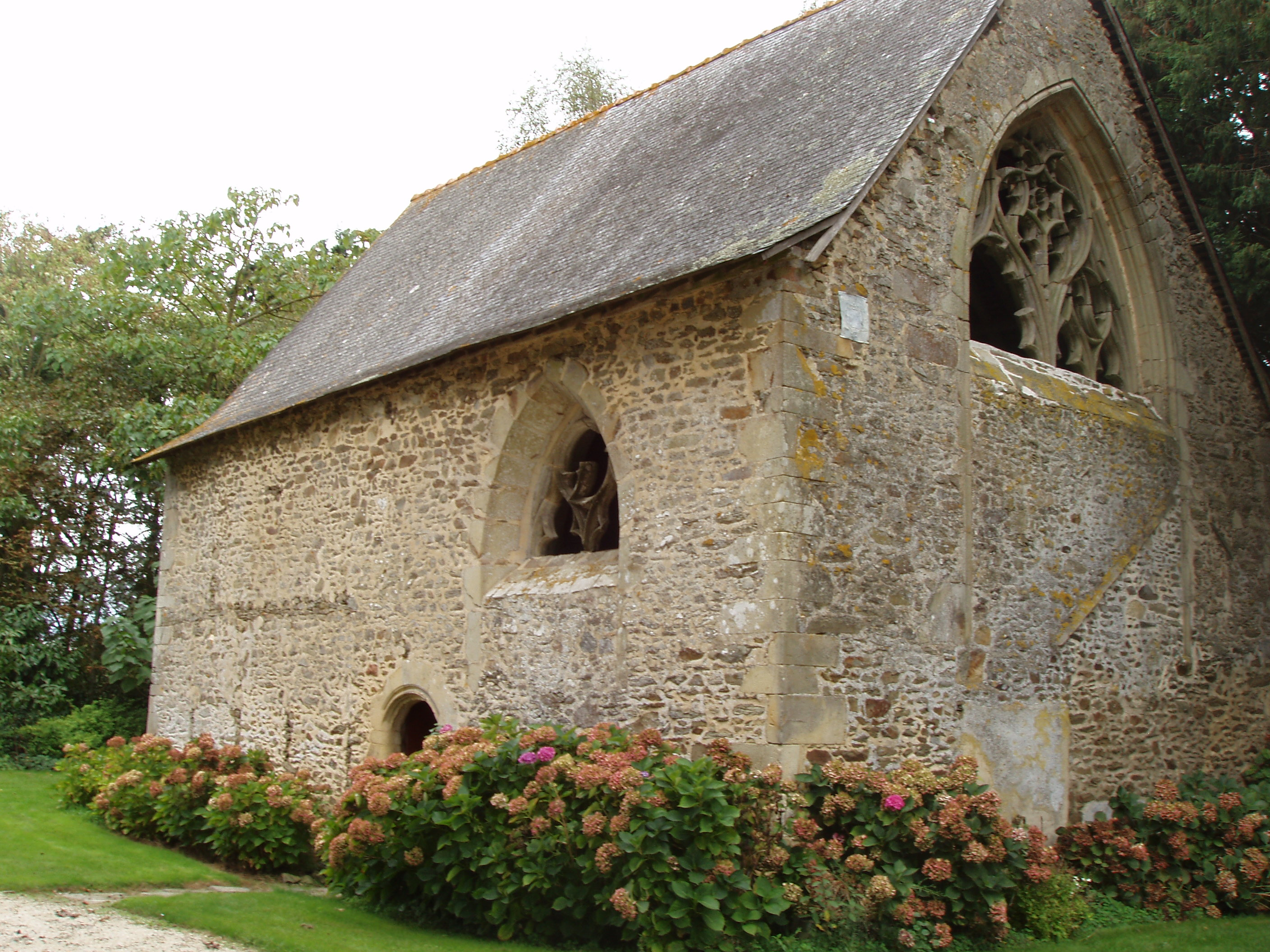
La chapelle du Pinel.
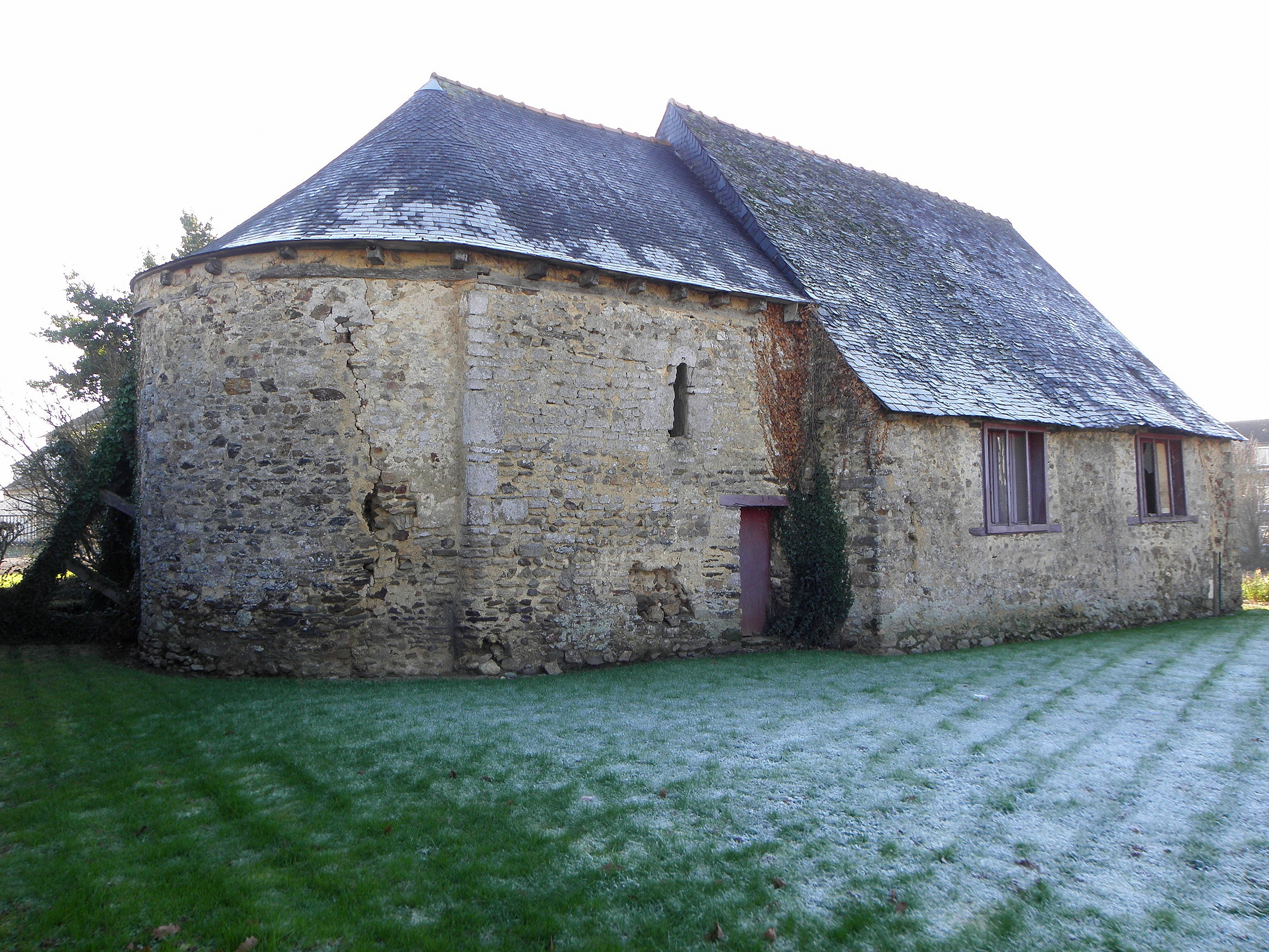
La chapelle Saint-Pierre.
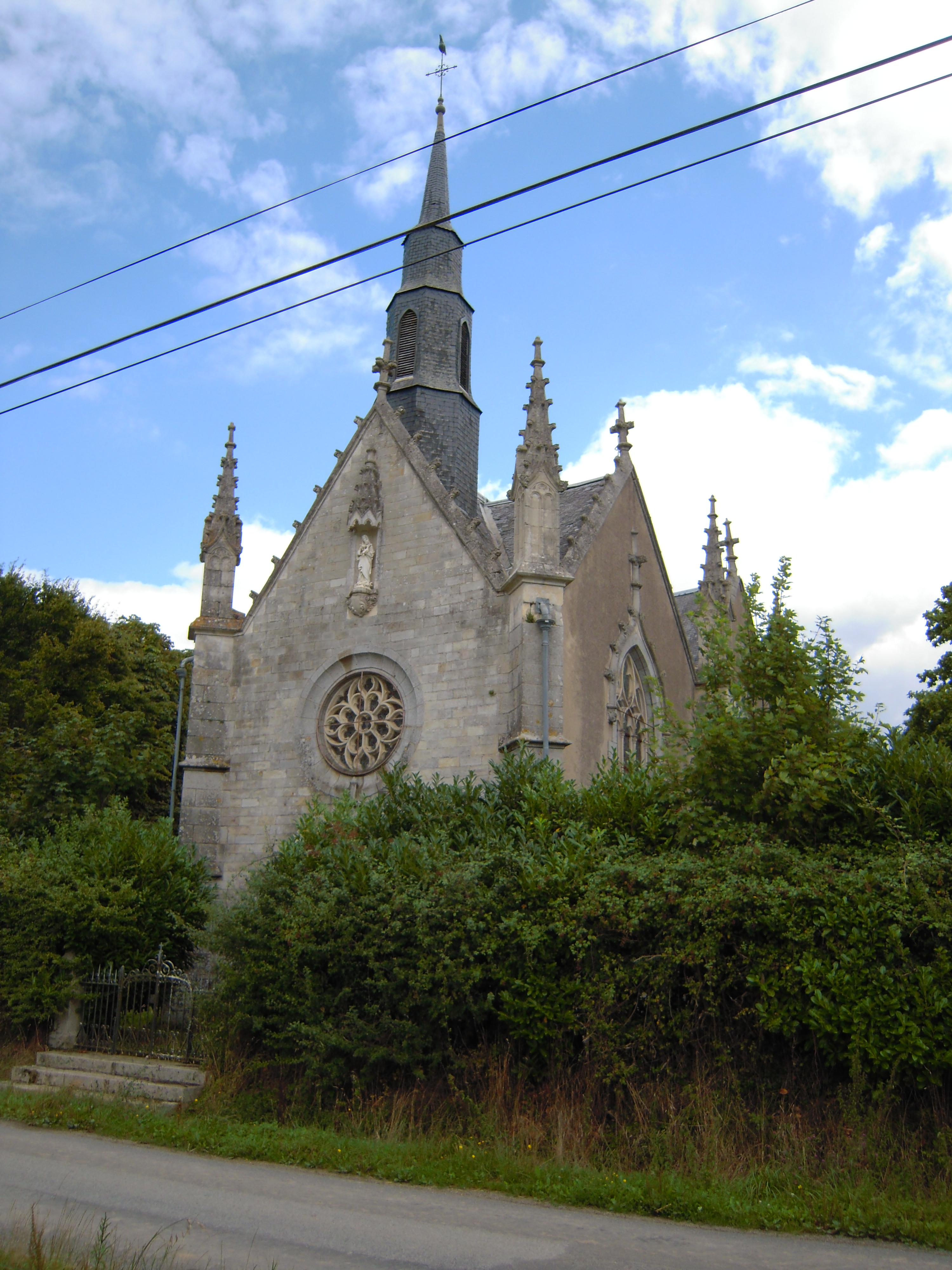
La chapelle Saint-Louis.

#### Patrimoine naturel
- Étang de la Verrerie, exemple d'étang oligo-mésotrophe en Ille-et-Vilaine[74].
- Étang du Moulin-Neuf, étang méso-dystrophe à Carex[74].
- Étang du Moulin aux Moines : cet étang a été creusé par les moines de l'abbaye de Clermont (Mayenne). Son existence est attestée dès l'année 1500 ; sa superficie est de 12,5 ha[75].

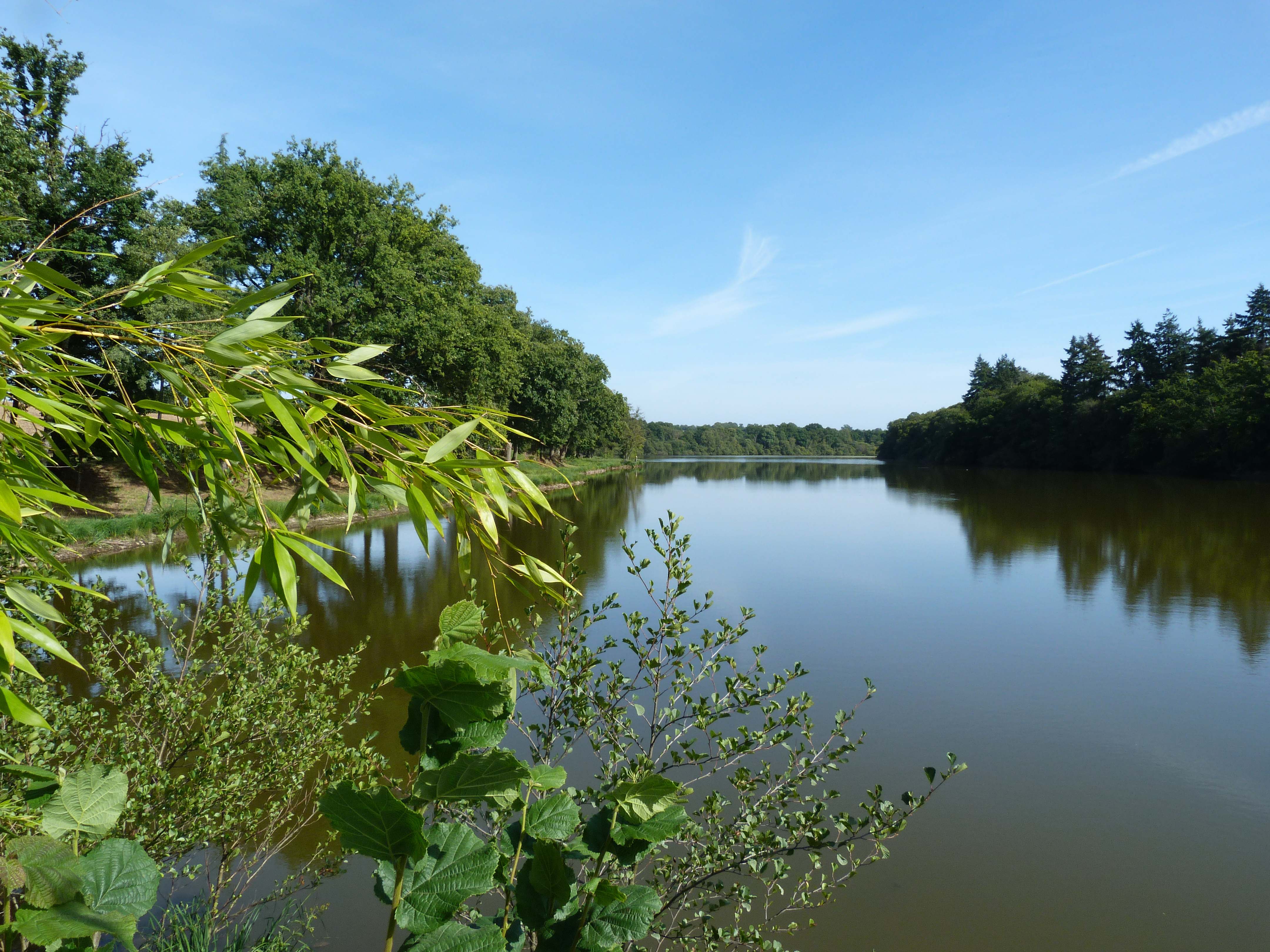
L'étang du Moulin aux Moines.
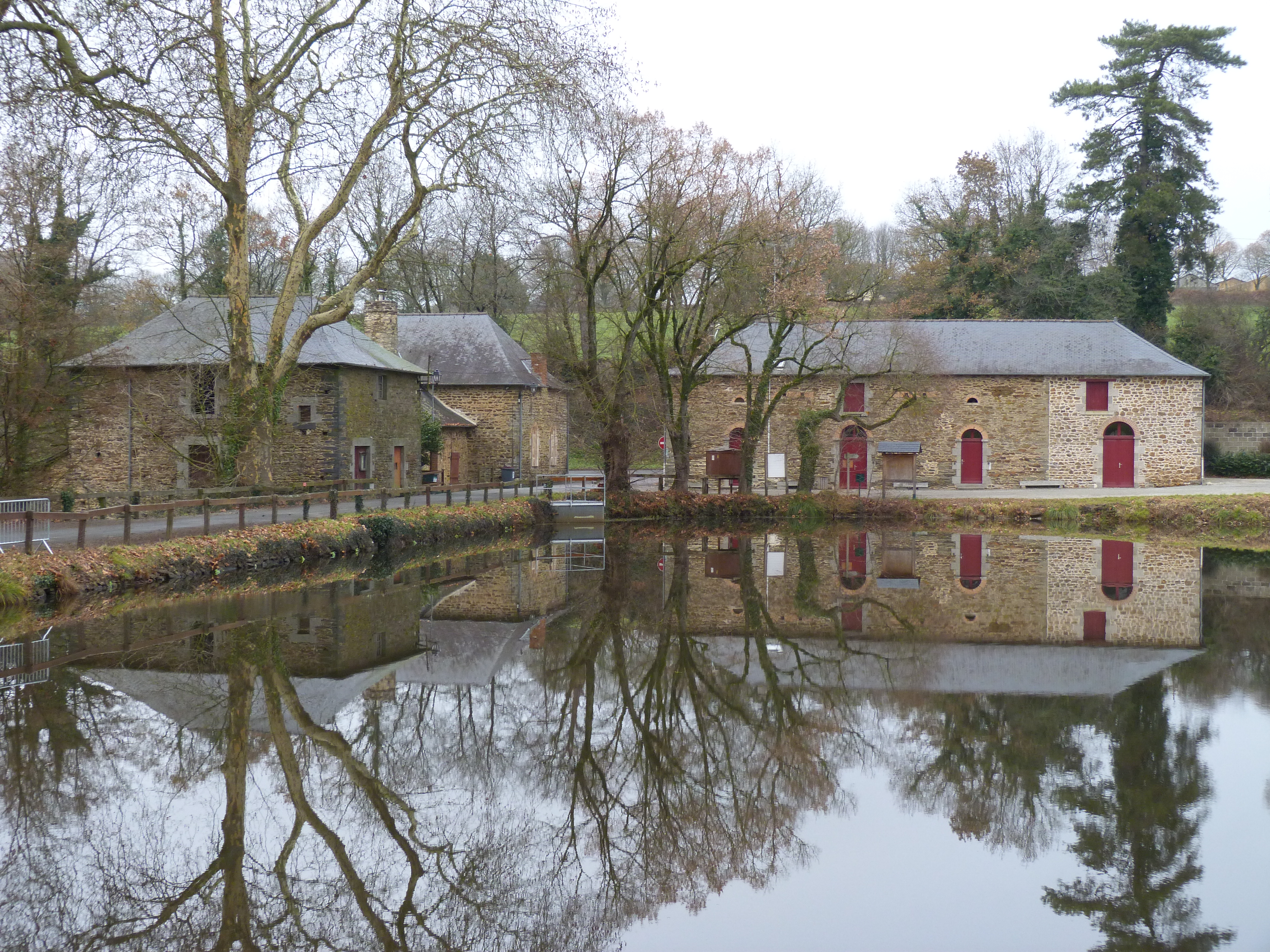
Le Moulin-Neuf.

### Infrastructures

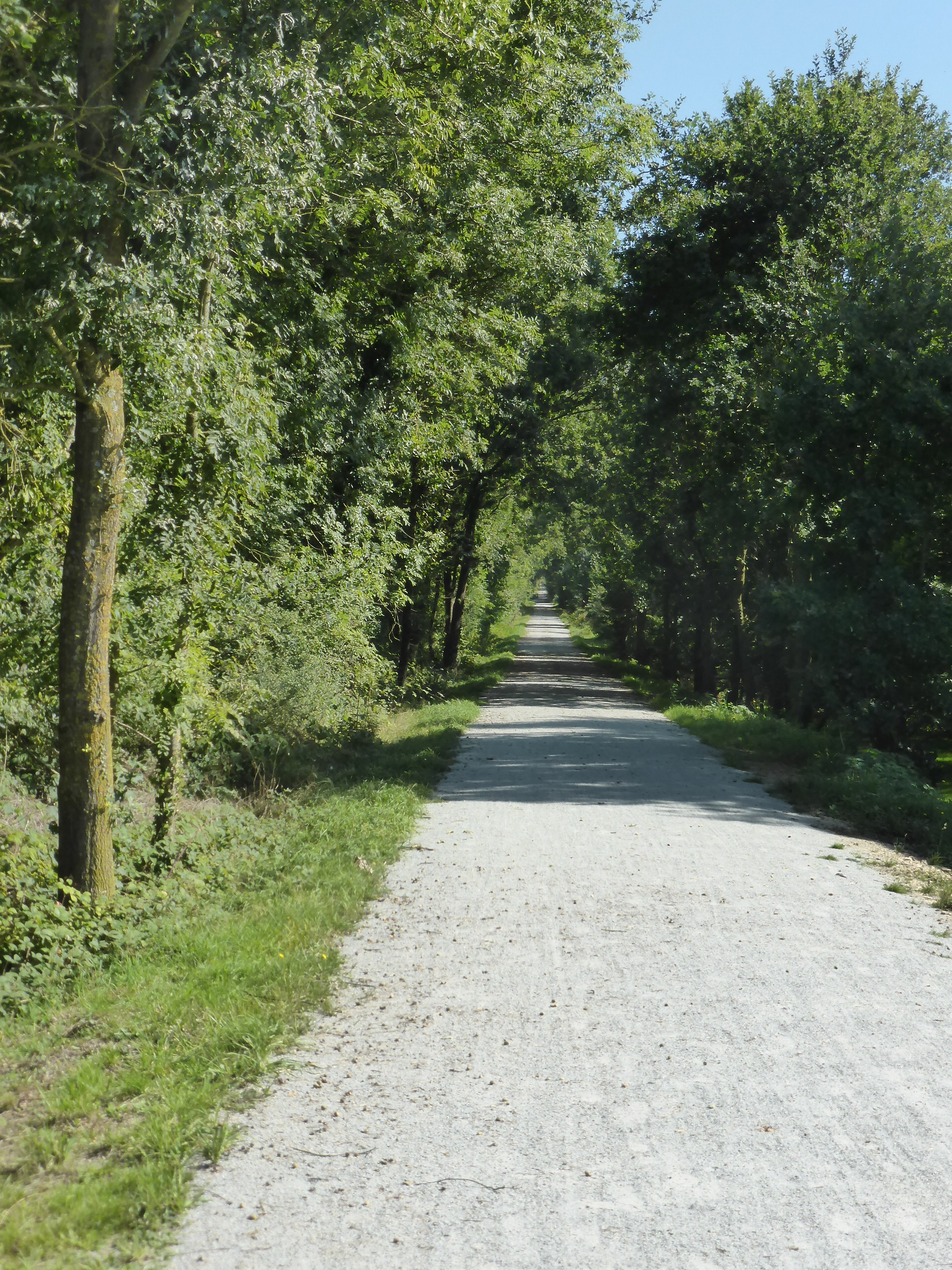
La voie verte Vitré-Moutiers.

La commune d'Argentré-du-Plessis est traversée par les infrastructures suivantes :
- la route nationale 157 (route nationale 12 jusqu'en 1952), qui permet de relier Rennes à Paris, avec un échangeur sur la commune voisine d'Étrelles, qui a pu contribuer au développement démographique du bourg, ainsi qu'au développement économique, avec l'implantation d'une base logistique Intermarché[76] ;
- la ligne THT de 90 000 volts entre Vitré et Laval ;
- la ligne à grande vitesse Bretagne-Pays de la Loire, en chantier courant 2013, qui est le prolongement à l'ouest de la LGV Atlantique, permettant de rapprocher Rennes de Paris ;
- l'ancienne voie ferrée qui reliait Vitré à La Guerche-de-Bretagne est transformée en voie verte. Le parcours de 20 km, utilisé par randonneurs, cyclistes et chevaux, part de Vitré, traverse le bourg d'Argentré et se termine à Moutiers[77] ;
- la ligne de bus n°6 de Vitré Communauté ainsi que la ligne Vitré - La Guerche-de-Bretagne.

### Langue bretonne

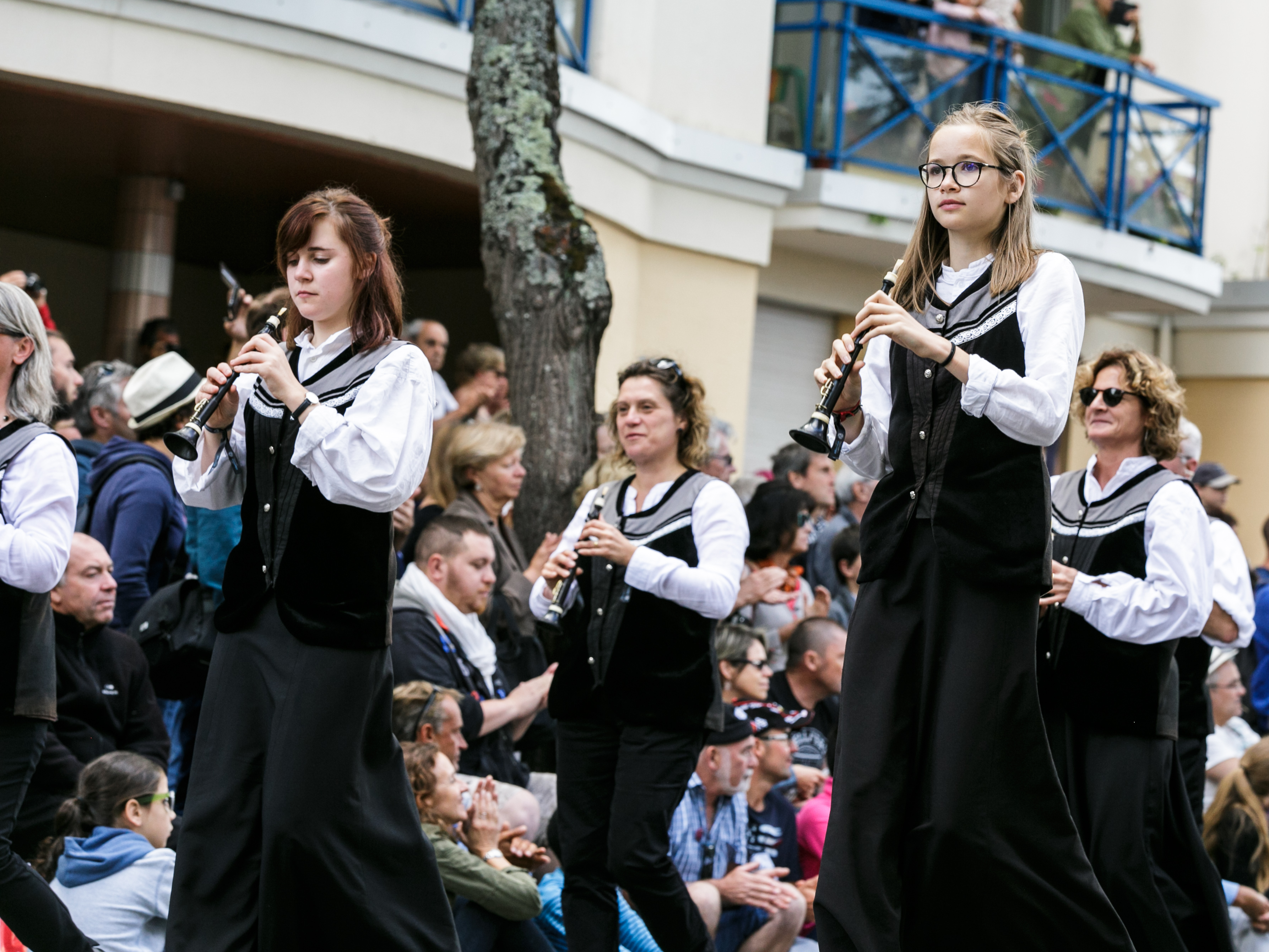
Le Bagad Dor Vras lors du festival interceltique de Lorient.

L'adhésion à la charte Ya d'ar brezhoneg a été votée par le Conseil municipal le 3 septembre 2012.
Le label Ya d'ar brezhoneg de niveau 1 a été remis à la commune le 21 mars 2015.

### Personnalités liées à la commune
- Famille du Plessis d'Argentré.
- Pierre-Olivier Malherbe, globe-trotter vitréen, serait mort en 1637 à Argentré-du-Plessis.
- Yves Durand dit Yves Noël, artiste lyrique, baryton de l'Opéra, né et enterré à Argentré-du-Plessis[78].